# Ludwig von Falkenhausen

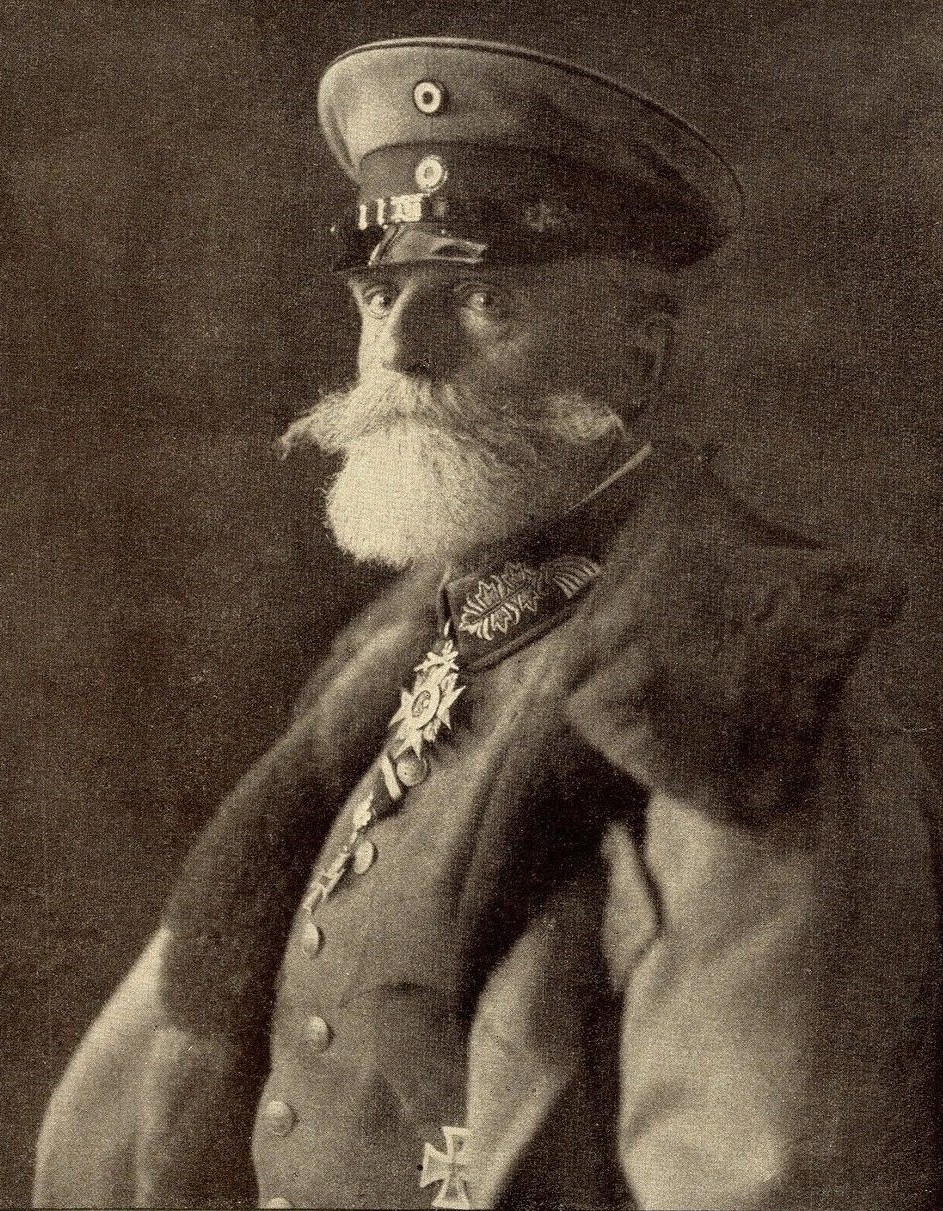
General von Falkenhausen

Ludwig Alexander Friedrich August Philipp Freiherr von Falkenhausen (* 13. September 1844 in Guben; † 4. Mai 1936 in Görlitz) war ein preußischer Generaloberst und Generalgouverneur in Belgien im Ersten Weltkrieg.

## Leben

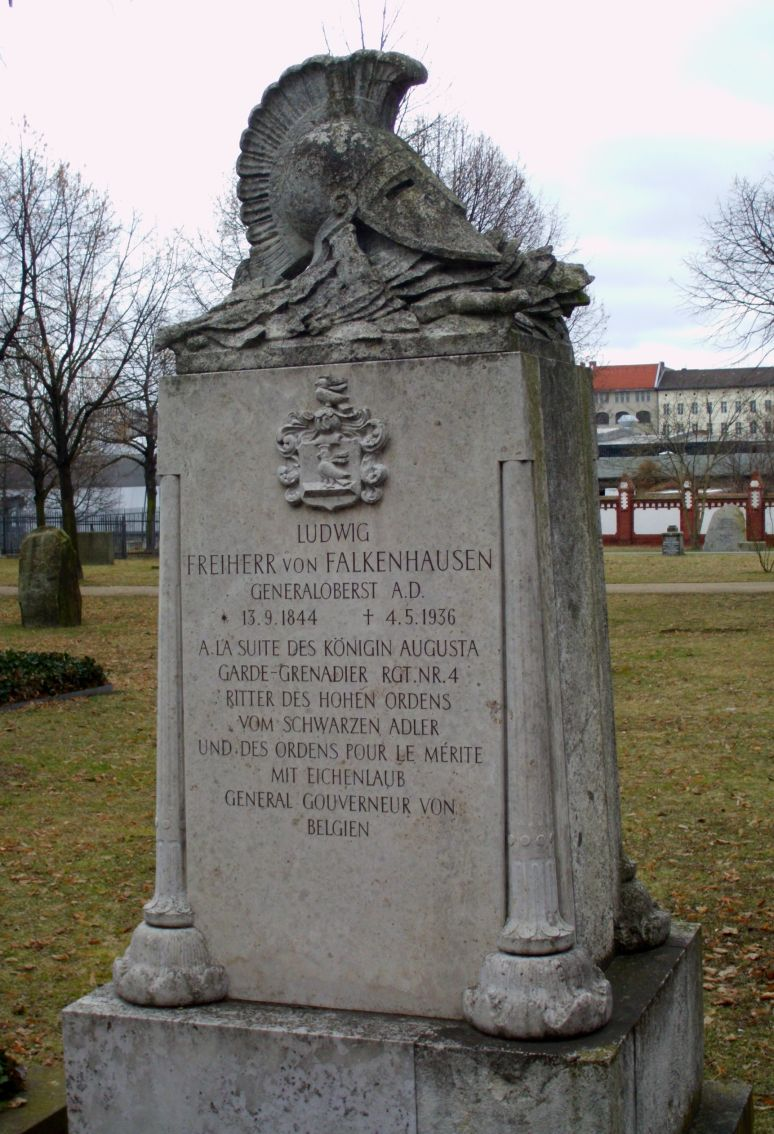
Grabmal für Ludwig von Falkenhausen

### Herkunft
Ludwig war der Sohn des späteren preußischen Generalleutnants Friedrich Wilhelm von Falkenhausen (1821–1889) und dessen Ehefrau Katharina, geborene von Rouanet (1825–1907).

### Militärkarriere
Falkenhausen besuchte zunächst eine Privatschule in Berlin und anschließend ab Mai 1856 die Kadettenanstalt in Potsdam. 1859 wechselte er zum Berliner Kadettenhaus. Am 6. Mai 1862 wurde er dem 1. Garde-Regiment zu Fuß der Preußischen Armee als Sekondeleutnant überwiesen. Zwischen Oktober 1865 und Ende Juli 1868 war Falkenhausen zur weiteren Ausbildung an die Kriegsakademie kommandiert, im Mai 1866 war er außerdem Adjutant beim Ersatz-Bataillon. Später wurde er Regimentsadjutant des kombinierten Garde-Reserve-Infanterie-Regiments und nahm im gleichen Jahr während des Deutschen Krieges am Mainfeldzug teil. Zwischen Oktober 1868 und Ende Mai 1869 war er zur Dienstleistung beim Garde-Feldartillerie-Regiment kommandiert und wurde im September 1869 Regimentsadjutant.
Im Deutsch-Französischen Krieg nahm er an den Schlachten bei Gravelotte-St. Privat, Beaumont und Sedan sowie an der Belagerung von Paris teil. Zum Jahresende 1870 wurde er von der Stellung als Regimentsadjutant entbunden. Ab Juli 1871 diente er als Adjutant der 28. Division in Karlsruhe.
In den Folgejahren wurde er mehrfach versetzt: vom Füsilier-Regiment „Fürst Karl-Anton von Hohenzollern“ (Hohenzollernsches) Nr. 40 in den Generalstab der Armee, später in den Generalstab der 16. Division nach Trier und in den Generalstab des VIII. Armee-Korps nach Koblenz. 1885 wurde er als Kommandeur des I. Bataillons nach Köln in das 5. Rheinische Infanterie-Regiment Nr. 65 versetzt. Im März 1887 wurde Falkenhausen Chef des Generalstabes des Gardekorps. Im Juni 1890 kommandierte er das Königin Augusta Garde-Grenadier-Regiment Nr. 4 in Koblenz, führte zwei Jahre später die 29. Infanterie-Brigade in Köln und wurde 1893 Oberquartiermeister des Chefs des Generalstabes der Armee. Zwischen 1893 und 1895 war er außerdem Mitglied der Studienkommission der Kriegsakademie.
Nach Arbeit im Kriegsministerium wurde er im Januar 1895 Direktor des Allgemeinen Kriegsdepartements im Kriegsministerium. Im Februar 1895 wurde er zum Stellvertretenden Bevollmächtigten im Bundesrat ernannt. Er wurde im Januar 1897 Kommandeur der 2. Garde-Division in Berlin und schließlich 1899 als Kommandierender General des XIII. (Königlich Württembergisches) Armee-Korps nach Württemberg kommandiert. Im März 1902 trat er in den Ruhestand und beschäftigte sich mit kriegswissenschaftlichen Studien. Nach seiner Verabschiedung erhielt Falkenhausen im Juni 1902 das Großkreuz des Ordens der Württembergischen Krone.

#### Erster Weltkrieg
Im August 1914 wurde Falkenhausen im Zuge der Mobilmachung Kommandierender General des Ersatzkorps der 6. Armee mit drei Ersatz-Divisionen. Als Oberbefehlshaber der Armeeabteilung Falkenhausen kommandierte er die deutschen Truppen 1914/1915 während der Kämpfe um den Delmer Rücken und 1915/1916 während der Stellungskämpfe in Lothringen. Für seine Verdienste wurde Falkenhausen mit der höchsten preußischen Tapferkeitsauszeichnung, dem Orden Pour le Mérite am 23. August 1914 sowie am 15. April 1916 mit dem Eichenlaub ausgezeichnet. Ferner erhielt er am 15. September 1915 durch den sächsischen König das Ritterkreuz des Militär-St.-Heinrichs-Ordens.
Nach einer kurzen Zeit als Kommandant der deutschen Küstenverteidigung im Raum Hamburg zwischen April und September 1916 wurde er am 28. September zum Oberbefehlshaber der 6. Armee. In dieser Eigenschaft verlieh ihm Wilhelm II. am 28. Januar 1917 den Schwarzen Adlerorden nebst den Schwertern zum Großkreuz des Roten Adlerordens mit Eichenlaub en sautoir. Er kommandierte die Armee während des Rückzugs auf die Siegfriedstellung und in der Frühjahrsschlacht bei Arras im April 1917. Da Falkenhausen die britischen Vorstöße nicht aufhalten konnte, wurde er im April 1917 von General der Infanterie Erich Ludendorff als Befehlshaber der 6. Armee abgelöst. Am 22. April 1917 folgte er Moritz von Bissing als Generalgouverneur für das Generalgouvernement Belgien.
Falkenhausen starb am 4. Mai 1936 in Görlitz. Er ist auf dem Invalidenfriedhof in Berlin begraben. Das Grab ist erhalten.

### Familie
Falkenhausen heiratete am 17. September 1868 in erster Ehe Helene von Waldow und Reitzenstein (1847–1886) und in zweiter Ehe am 10. März 1902 Alice Petzold (1863–1947). Aus erster Ehe hatte er den Sohn Friedrich, der Verwaltungsjurist wurde. Die Tochter Katharina (1872–1949) heiratete 1898 Adolf von Deines (1845–1911).

### Sonstiges

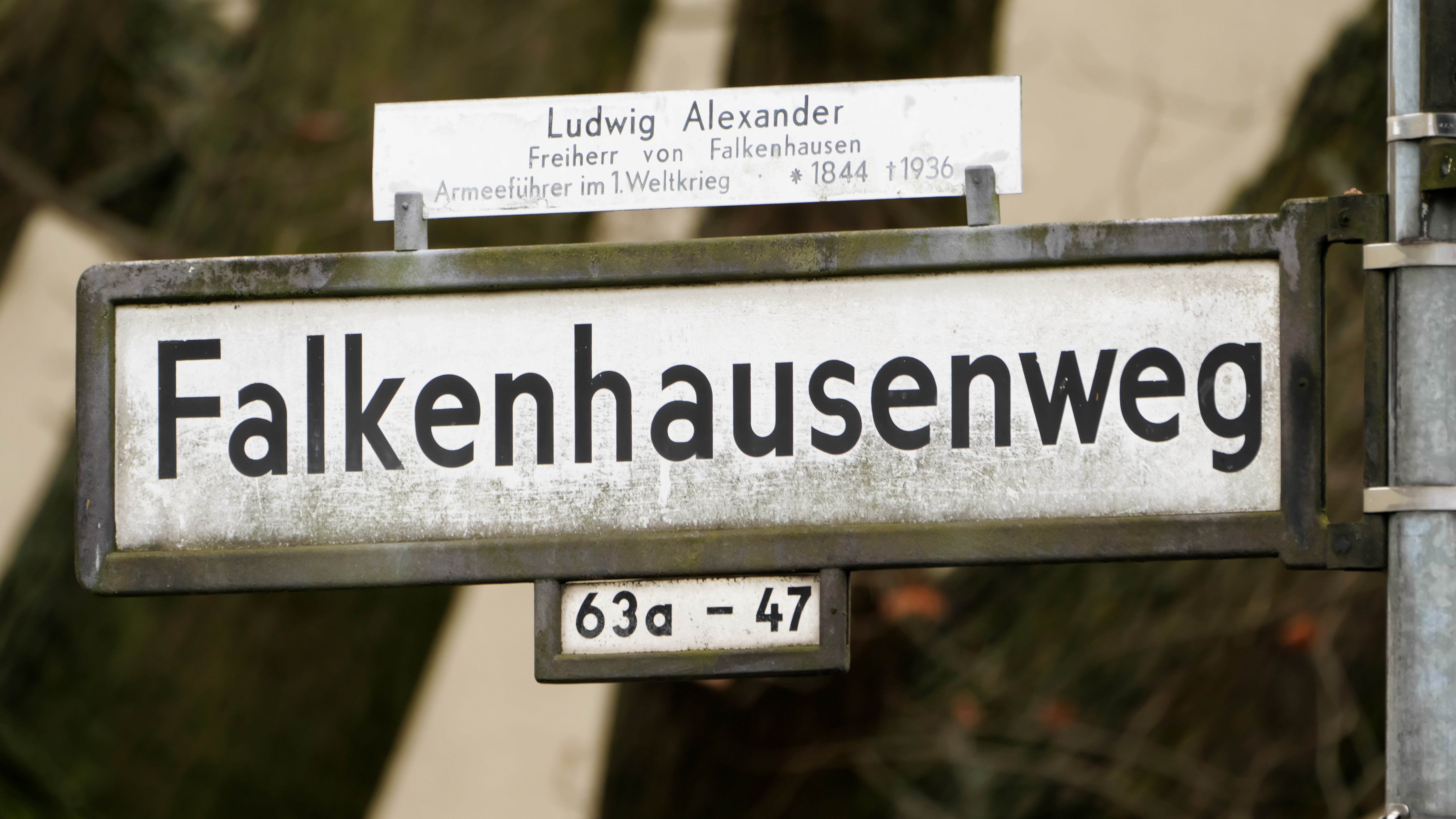
Straßennamenschild in Berlin-Lankwitz.

Falkenhausen ist seit Dezember 1915 Namensgeber der im selben Jahr gegründeten Falkenhausenschule in Kehl. Der Kehler Gemeinderat wollte ihn damit für seine Verdienste um die Verschonung der Stadt vor einem französischen Angriff ehren.
In Berlin-Lankwitz und Berlin-Marienfelde ist seit dem 11. März 1937 die vormalige Friedrichrodaer Straße nach ihm benannt.

## Schriften
- Der große Krieg der Jetztzeit. Eine Studie über Bewegung und Kampf der Massenheere des 20. Jahrhunderts. Mittler und Sohn, Berlin 1909.
- Ausbildung für den Krieg: I. Teil: Die Grundlage für den höheren Führer; II. Teil: Die Übungen der Truppen. Mittler und Sohn, Berlin 1902.
- Erinnerungen aus dem Weltkrieg (unveröffentlichte Abschrift im Militärarchiv des Bundesarchivs, BArch, N 21/1)